# Ary Rauen
Ary Rauen (Papanduva, 20 de maio de 1922 — Montese, 14 de abril de 1945) foi um militar do Exército Brasileiro. Participou da Força Expedicionária Brasileira (FEB) na frente de combate italiana durante a Segunda Guerra Mundial.

## Vida militar
Ary Rauen nasceu em 20 de maio de 1922 na cidade de Papanduva - SC, que na época, era um distrito da cidade de Canoinhas. Descendente de alemães, era filho de Alfredo Rauen e de Maria Werber Rauen. Seus pais trabalhavam com comércio, exploração de erva-mate, pecuária e lavoura. Morou na cidade de Mafra - SC de 1927 a 1934, onde estudou na Escola Paroquial São José e no antigo grupo escolar Professor Luiz Eves.
Concluiu o curso de formação de oficiais da reserva em 1942, classificando-se em primeiro lugar, sendo orador de sua turma e recebendo como prêmio a espada que hoje repousa no salão de honra do 5º Regimento de Carros de Combate e que todo ano é entregue, simbolicamente, ao primeiro colocado entre os aspirantes formados pelo Núcleo de Preparação de Oficiais da Reserva.
Foi convocado para integrar a Força Expedicionária Brasileira (FEB) no 11º Regimento de Infantaria (atual 11º Batalhão de Infantaria de Montanha) com sede em São João Del-Rei. Participou, dentre várias outras, das campanhas de Monte Castello, Castelnuovo e Montese.
Sua atuação na Batalha de Monte Castello o fez reconhecido e respeitado por outros militares da Força Expedicionária Brasileira, incluindo o General Carlos de Meira Mattos. Segundo o General, "o Tenente Ary Rauen era a mocidade em ação, entusiasmo, energia e coragem. Todos nós confiávamos nele, estávamos certos de que, dentro de minutos, aquele reduto seria mais uma vitória das armas brasileiras, pois, face a ele e lutando contra ele, estava o Pelotão do Tenente Ary".
Após o ataque a Monte Castello, em 11 de abril de 1945, chegou a ordem para o ataque a Montese, com a ofensiva tendo início em 14 de abril.

## Última missão
O Ten Ary Rauen comandava um pelotão de fuzileiros da 2ª Companhia durante os combates de ataque do I/II Regimento de Infantaria à localidade de Montese, em 14 de Abril de 1945. O pelotão do Tenente Ary Rauen atacava pelo flanco direito e era detido por fogos de artilharia alemães. Tendo sido o primeiro elemento do seu pelotão a avançar contra essa posição bem definida pelo inimigo, enquanto sua tropa era brutalmente hostilizada pela barragem de Artilharia e armas automáticas do adversário, o Tenente Ary Rauen foi mortalmente atingido na cabeça. Tombou dando sua última ordem ao sargento adjunto, que ele não parasse até que o objetivo fosse alcançado. Faleceu em ação no dia 14 de abril de 1945, em Montese, Itália.
"Durante ataque a Monte Castelo, em Nov/44, quando do recuo inesperado de sua companhia, manteve seu pelotão em posição, avisando a seus comandados que poderia retrair aquele que não estivesse preparado para o sacrifício. Passado o perigo, posicionou-se em um ponto mais seguro e, na seqüência, à frente de um GC de seu pelotão, retomou a antiga posição. Durante outro ataque do I Batalhão do 11º RI, comandava um pelotão de fuzileiros da 2º Companhia. À frente de sua unidade, conduzia e impulsionava com grande motivação e entusiasmo seus subordinados para cumprir a missão principal que recaíra sobre sua subunidade. Foi o primeiro elemento lançado com seu pelotão contra a posição mais defendida de Montese. Procurava penetrar nas defesas inimigas pela borda sudeste daquele ponto. A reação dos alemães era significativa. Mesmo quando sua tropa era violentamente hostilizada pela barragem de artilharia e armas automáticas do adversário, não esmoreceu e, sem se intimidar, lançou-se à luta com denodo e bravura à frente de seus homens, Quando, com mais dois homens, procurava assaltar uma posição inimiga, foi atingido mortalmente na testa, tombando ali para não mais se reerguer. Contribuiu assim para a grande vitória de Montese. Demonstrou responsabilidade, decisão, tenacidade e senso de cumprimento do dever." - Citação da Medalha Cruz de Combate de 1ª Classe.

## Condecorações
- Medalha Cruz de Combate de 1ª Classe
- Medalha Sangue do Brasil
- Medalha de Campanha
- Medalha de Guerra
- Medalha Tenente Ary Rauen

## Reconhecimento
- Em 2005, o 5º Regimento de Carros de Combate recebeu a denominação histórica Regimento Tenente Ary Rauen[5].
- Em 17 de agosto de 2006, o 5º Regimento de Carros de Combate criou a Medalha Tenente Ary Rauen.
- Em 1958, na cidade de Mafra-SC, foi fundada a Escola de Educação Básica Tenente Ary Rauen.
- As cidades de Florianópolis-SC, Mafra-SC, Criciúma-SC, Lages-SC, Papanduva-SC, Rio Negro-PR, Guarulhos-SP e São Paulo-SP homenageiam o militar dando seu nome a ruas, praças e bairros.

## Medalha Tenente Ary Rauen

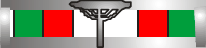
Medalha Ten Ary Rauen

Foi criada a partir do Boletim Interno nº 155, de 17 de agosto de 2006, do 5º Regimento de Carros de Combate, e tem por objetivo cultuar a memória do Tenente Ary Rauen, homenagear os militares da Unidade que sejam reconhecidamente possuidores de condutas civil e militar, espírito profissional, disciplina e espírito de corpo, além de comprometimento com o Regimento e compromisso de cultuar os feitos heróicos da Força Expedicionária Brasileira nos campos da Itália e personalidades civis, militares ou eclesiásticas que tenham prestado ou prestem relevantes serviços ao 5º RCC e ao Exército Brasileiro. A medalha é produzida em metal prateado, de forma circular, de 40mm de diâmetro e 3mm de espessura e possui:
- No anverso, a efígie do Ten Ary Rauen circundada pela inscrição TENENTE ARY RAUEN - personalidade que empresta seu nome a presente condecoração e que por esta é homenageada - e, abaixo, AÇÃO, ENTUSIASMO, ENERGIA E CORAGEM - palavras do General Meira Mattos ao referir-se à figura do Ten Ary Rauen e que descrevem a personalidade do referido militar.
- No reverso, a representação da formosa torre da cidade de Montese/Itália, circundada pela inscrição FORÇA EXPEDICIONÁRIA BRASILEIRA - FEB e, abaixo, MONTESE e a data 14 de abril de 1945. O conjunto simboliza a atuação do Ten Ary Rauen como membro da Força Expedicionária Brasileira durante a Segunda Guerra Mundial e, seu falecimento em combate durante a tomada de Montese.
- A fita de gorgorão de seda chamalotada, com 36mm de largura por 50mm de comprimento, tendo ao centro uma faixa vertical da cor branca de 12mm de largura, ladeada por duas faixas da cor vermelha e, estas, ladeadas por duas faixas na cor verde ambas com 06mm de largura.

## Galeria de imagens

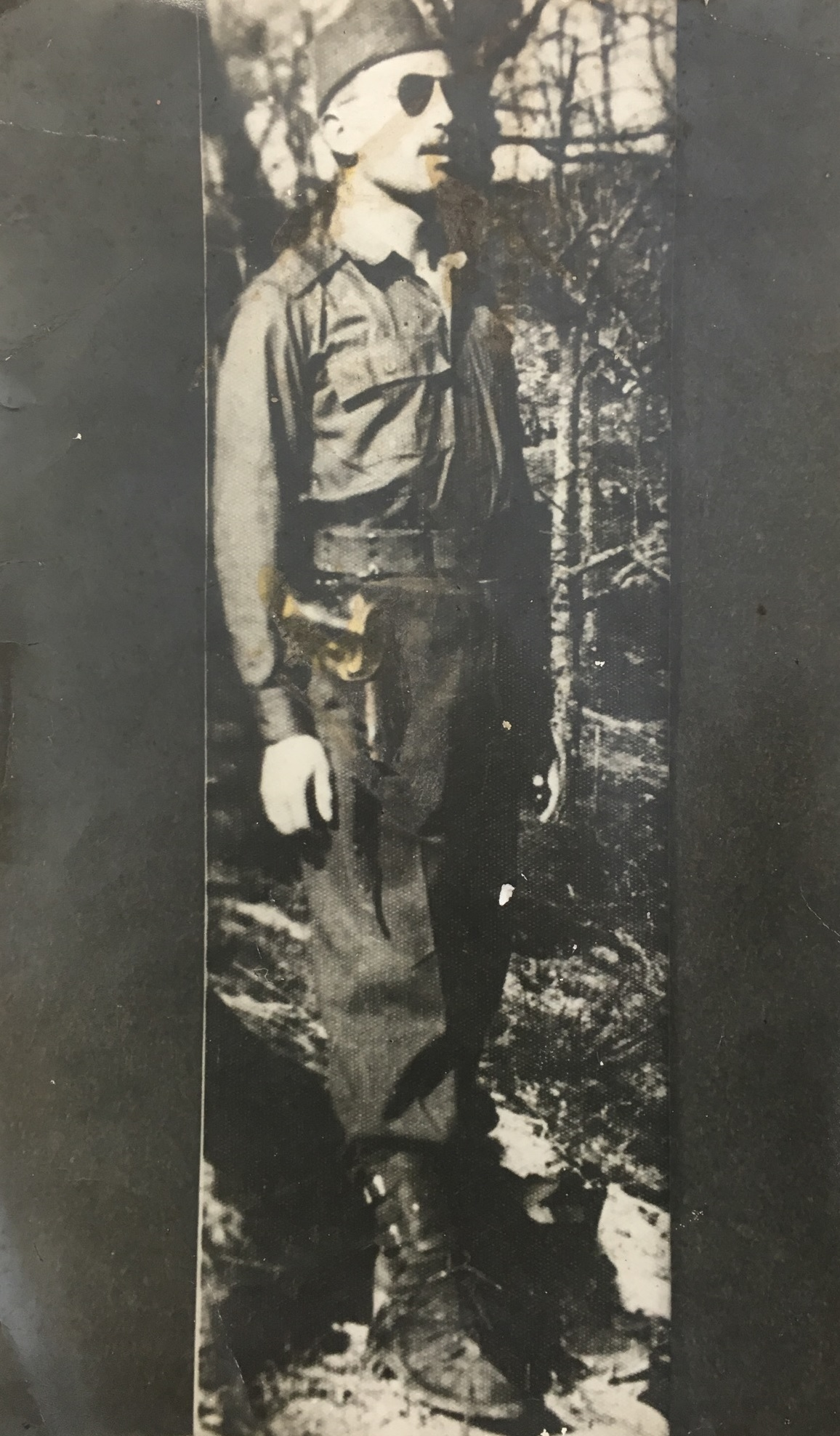
Ten Ary Rauen na Itália
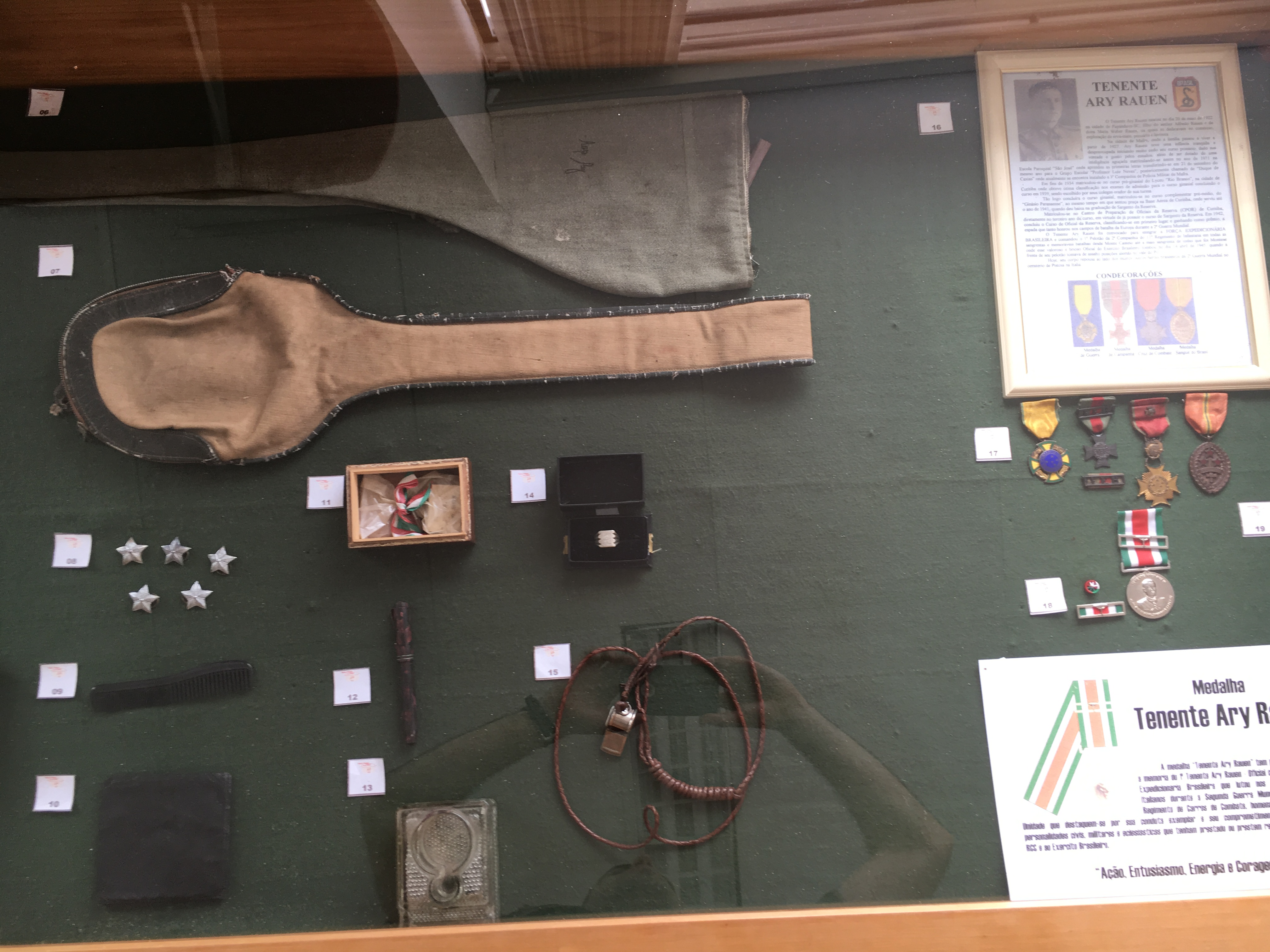
Equipamento de campanha
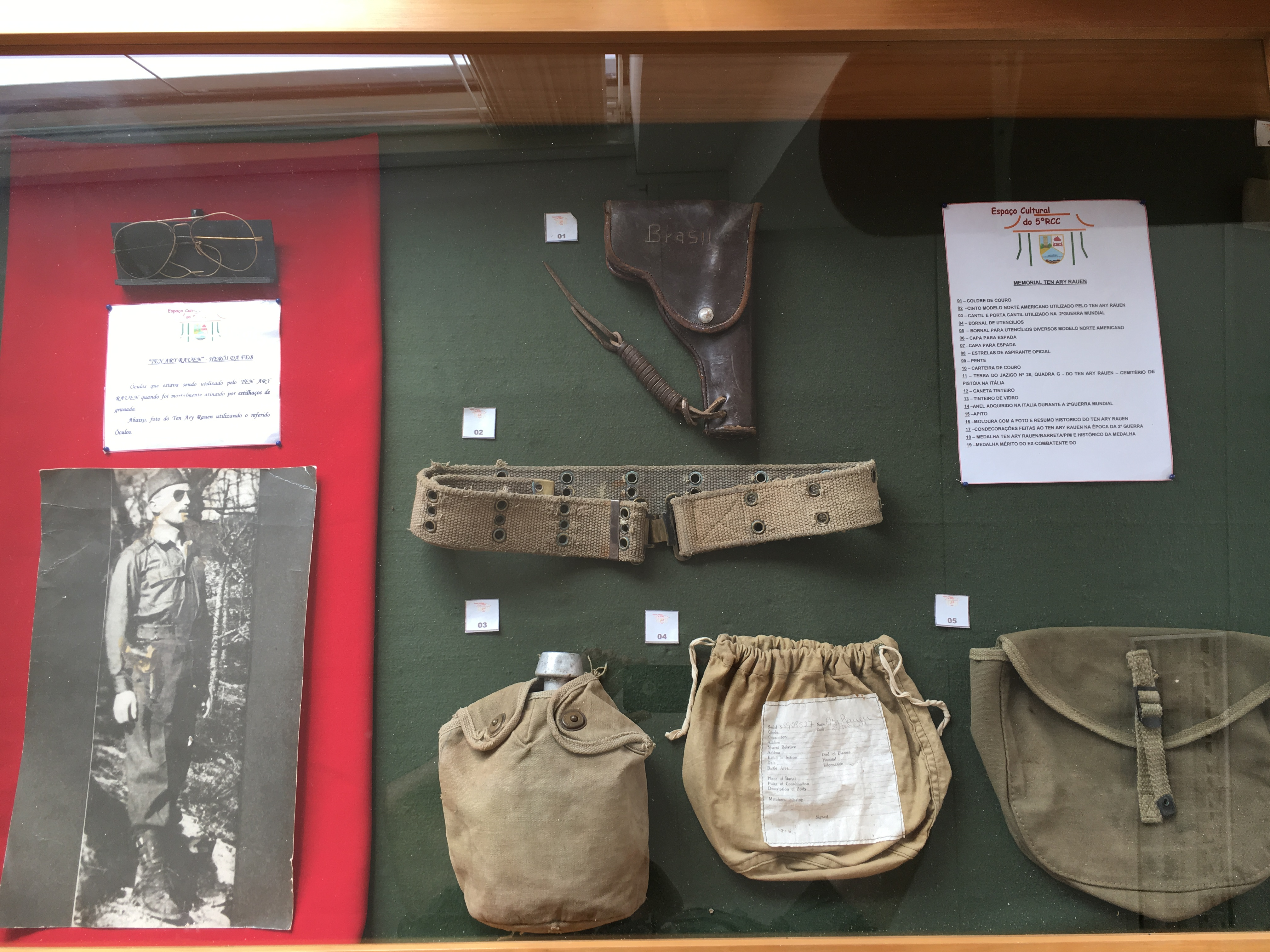
Equipamento de campanha
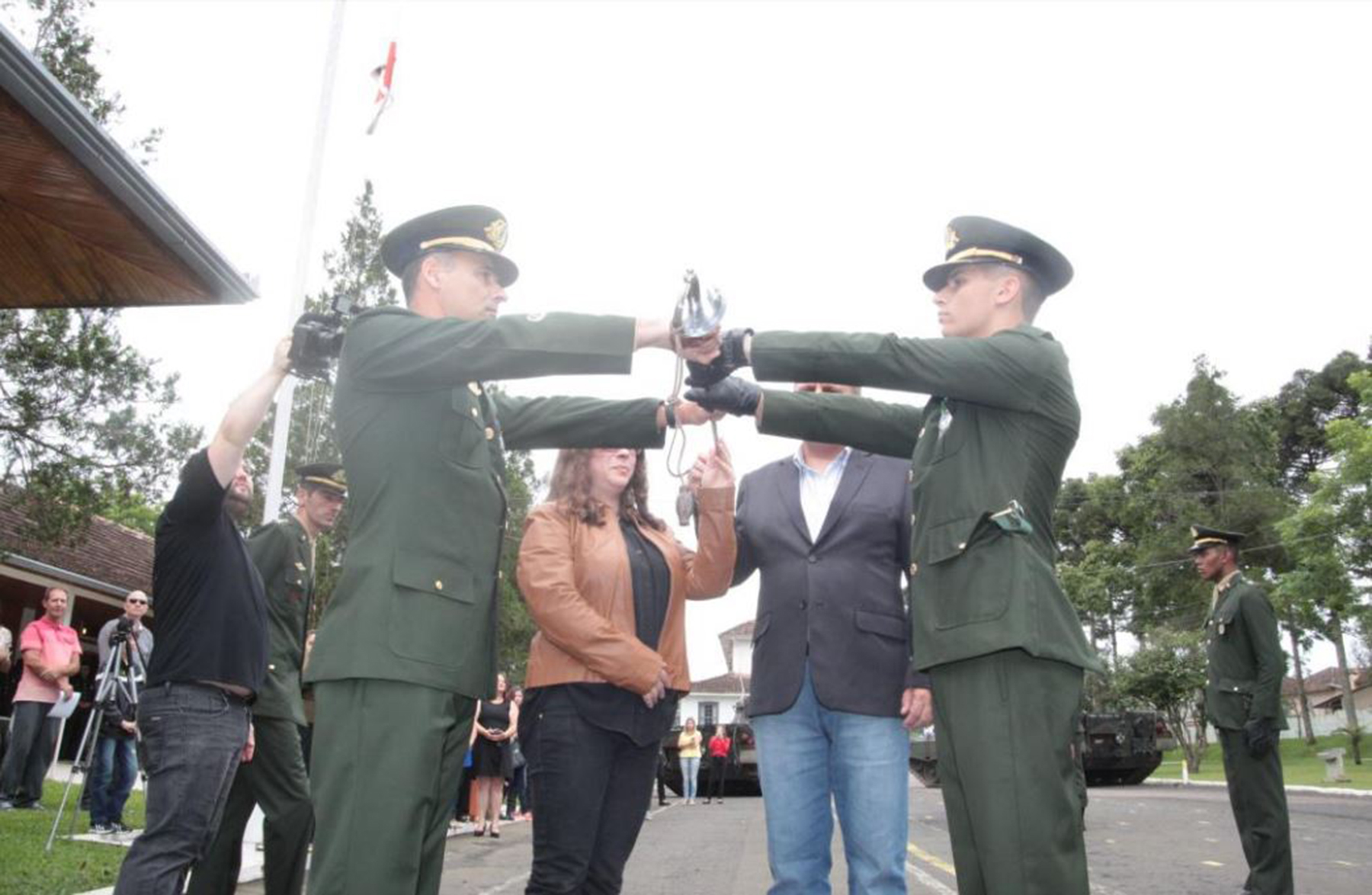
Entrega da espada
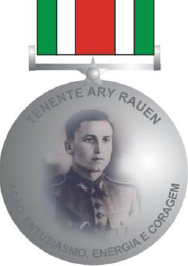
Medalha Ten Ary Rauen

Diploma da Medalha Sangue do BrasilDiploma da Medalha Sangue do Brasil
Diploma da Cruz de CombateDiploma da Cruz de Combate
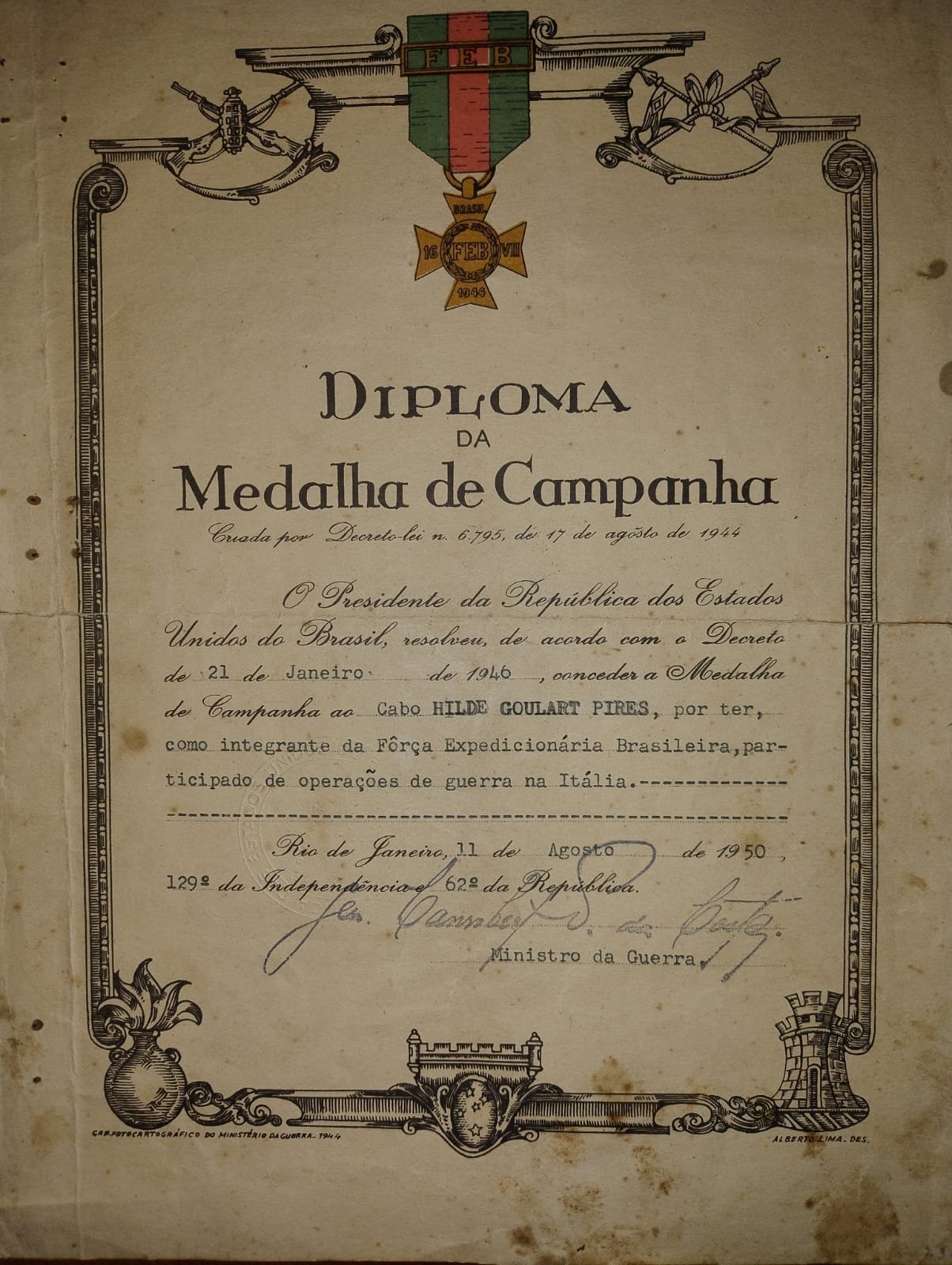
Diploma da Medalha de CampanhaDiploma da Medalha de Campanha
Diploma da Medalha de GuerraDiploma da Medalha de Guerra